# Eric Papilaya
Eric Papilaya (Laakirchen, 9 de junio de 1978); cantante austriaco que representó a su país en el Festival de la Canción de Eurovisión 2007 en Helsinki, Finlandia. Interpretó la canción "Get A Life - Get Alive", pero fue eliminado en la semifinal. Antes participó en Starmania, donde alcanzó la 5.ª posición.

## Discografía

### Sencillos
- "Get A Life - Get Alive" (2007)
- "Kinder" (con Die Neuen Österreicher) (2007)
- "All I Know"